# (300111) 2006 UN329
(300111) 2006 UN329 es un asteroide perteneciente al cinturón de asteroides, descubierto el 23 de octubre de 2006 por el equipo del Catalina Sky Survey desde el Catalina Sky Survey, Arizona, Estados Unidos.

## Designación y nombre
Designado provisionalmente como 2006 UN329.

## Características orbitales
2006 UN329 está situado a una distancia media del Sol de 3,096 ua, pudiendo alejarse hasta 3,492 ua y acercarse hasta 2,699 ua. Su excentricidad es 0,127 y la inclinación orbital 13,14 grados. Emplea 1989,97 días en completar una órbita alrededor del Sol.

## Características físicas
La magnitud absoluta de 2006 UN329 es 15,5.